# Toxomerus amoenus
Toxomerus amoenus là một loài ruồi trong họ Ruồi giả ong (Syrphidae). Loài này được Macquart mô tả khoa học đầu tiên năm 1846. Toxomerus amoenus phân bố ở vùng Tân Nhiệt đới